# Ashley Solomon
Ashley Solomon (* 15. března 1968) je britský hudebník, hráč na barokní flétnu a zobcovou flétnu. Je profesorem hry na zobcovou flétnu a vedoucím katedry historické interpretace na Royal College of Music v Londýně.
Do roku 1991 studoval na Royal Academy of Music v Londýně. Ve stejném roce vyhrál soutěž Moeck/SRP Solo Recorder Playing Competition a jako vítěz vystoupil s vlastním recitálem ve Wigmore Hall na Wigmore Street v Londýně. Ve stejném roce také on a Neal Peres Da Costa založili soubor staré hudby Florilegium, jehož uměleckým vedoucím je Solomon od roku 2001. 
Od roku 1994 vyučuje hru na zobcovou flétnu na Royal College of Music a v roce 2006 se stal prvním vedoucím katedry historické interpretace.